# Навіщо кликати їх назад з небес?
«Навіщо кликати їх назад з небес?» (англ. Why Call Them Back from Heaven?) — науково-фантастичний роман Кліффорда Сімака, вперше опублікований в першому томі серії книг «Ace Science Fiction Specials» у 1967 року.
В цьому творі Сімак описує суспільство, де «наука витіснила релігію, пообіцявши засоби воскресіння ціною всіх людських цінностей».
Люди цього світу повністю зосереджені на майбутньому вічному житті. Вони більше не ризикують і відмовляються від усіх задоволень, щоб заощадити якнайбільше грошей, і зберегти їх для наступного життя.
Найвищою мірою покарання є відмова від збереження тіла для оживлення, всі інші громадянські права зберігаються.
Роман досліджує різні поняття «безсмертя» та взаємозв'язок між вірою у спасіння (плоті чи духу) та соціальними звичаями.

## Зміст
За псування тіла під час транспортування (що унеможливлювало оживлення), перевізника Френкліна Чепмена засудили до позбавлення безсмертя.
Його адвокат Ен Харісон, вважаючи вирок не справедливим, попросила допомоги у начальника PR-відділу Вічного Центру (англ. Forever Center) Деніела Фроста.
Вічний Центр — наукова корпорація, що відкрила і популяризувала кріоніку з обіцянкою з часом винайти безсмертя.
Його клієнти зобов'язувались віддавати всі статки в управління центру до моменту їх оживлення.
Ідея отримання вічного життя стала дуже популярною, і за 2 століття Вічний Центр став найбільшою економічною силою.
Центр також обіцяв вирішити проблеми житла та їжі у вічному житті, для чого будувались гігантські багатоквартирні будинки і були винайдені синтезатори їжі.
Для остаточного вирішення питання життєвого простору планувалось відкриття і освоєння планет та розселення людей у часі, після винайдення машини часу.
Численні винаходи Вічного Центру зробили життя людей довготривалим і безпечним. І вони вирішили витрачати його тільки на збір статків, щоб не працювати у вічному житті.
В хід пішли скуповування предметів мистецтва і земельних угідь, жорстка економія на всьому і зниження стандартів життя.
Відділ Фроста мав зокрема боротись з цією спекуляцією, бо вона конкурувала з вкладенням коштів в акції Центру.
Дозвілля люди зазвичай проводили вдома, розваги і враження їм замінили дешеві наркотики.
Сільське господарство і багато галузей економіки занепали.
Релігійна меншість, яка була проти оживлення, і псувала рекламу Вічного Центру, вважалась екстремістами, їх називали Святими.
Фрост якраз вернувся з наради, де обговорювалось зникнення працівниці відділу часу Мони Кемпбел разом з результатами її досліджень.
Також на нараді керівник безпеки Маркус Еплтон, спробував скомпроментувати Фроста перед керівництвом.
Фрост здогадався, що це через той лист, від відділу безпеки до економічного відділу, який випадково потрапив до його рук.
Виявивши, що його стіл було обшукано, Фрост віддав листа Ен, до якої у нього виникли романтичні почуття.
Наступного дня, Фроста було викрадено і непритомного засуджено роботизованим судом, теж винаходом Вічного Центру, до вигнання.
Його звинуватили у саботажі роботи Центру, а отже зраді людству.
Доказом була його розмова з видавцем, який пропонував величезний хабар за не перешкоджання виданню книги, що ставила під сумнів обіцянку Центра про вічне життя.
Єдиною причиною таких обіцянок автор вважав недопущення світової війни у 1964 році.
Фрост не вірив в цю теорію та не вважав її загрозою для Центру, і хотів погодитись, а для замітання слідів, навіть передчасно вмерти, підлаштувавши нещасний випадок,
але в останній момент відмовився, побоюючись підстави від Еплтона.
Але Еплтон таки домігся свого, напевно, надавши суду неповний скан з пам'яті Фроста.
Фрост був затаврований і закон забороняв спілкуватись з ним і допомагати йому.
Але йому спочатку допомагали Святі, які вірили в безсмертність душі, їхнім закликом було «навіщо кликати їх назад з небес?», але потім перестали через його атеїзм.
Потім Френклін Чепмен, на прохання Ен, але Фрост відмовився, що не наражати їх на небезпеку.
Ще йому допомагав старенький кухар одного з ресторанів, поки його не вбили пострілом в голову, що унеможливлювало оживлення, люди Еплтона.
Після цього Фрост вирішив украсти автомобіль і поїхати з міста в покинуту сільську місцевість на ферму, де він провів дитинство.
По дорозі його пограбувала бродяча банда і голим викинула в ріку.
Але він врятувався, і незабаром, йому довелося рятувати шукача скарбів, якого вкусила змія.
Він доніс його до будинку, де мешкав у дитинстві. Там переховувалась втікачка-науковець Мона Кемпбел.
Вона розповіла Фросту, що розшифрувала іншопланетні наукові матеріали, що доводять неможливість подорожей в часі,
що означає неможливість вічного життя для всіх, оскільки освоєння нових планет якщо і відбудеться, то не буде встигати за зростанням населення.
Також в тих дослідженнях йшлося про закон збереження життя, де смерть — це перехід в іншу живу форму.
Ен Харісон помітивши стеження Центру, прийшла поговорити з Еплтоном.
Той запропонував їй відновлення Фроста в правах за повернення документу, але вона не повірила йому.
Лідер Святих, Джорж Саттон, порадив їй покинути місто задля безпеки.
Після смерті Чепмена документ потрапляє до рук Саттона.
Мона відвезла шукача скарбів в лікарню і зникла, а Фроста в будинку вистежив Еплтон.
Але в останню мить з'явились Ен та керівник Вічного Центру, який заарештував Еплтона.
Ен розповіла Фросту, що Саттон, у якого були агенти в Центрі, допоміг їй розкрити зловживання Еплтона та бугалтера Центру,
які вишукували самотніх багатіїв і знищували їх тіла, а кошти переводили на власні рахунки.
В сюжет вставлені роздуми і вагання молодих і літніх людей, священників і вірян-фанатиків та головних героїв щодо питання вічного життя.